# 2. etape af Tour de France 2009
Anden etape af Tour de France 2009 blev kørt søndag d. 5. juli og gik fra Monaco til Brignoles i Frankrig.
Ruten var 187 km lang. Etapen var stort set flad, men havde en 3. kategori-stigning og tre 4. kategori-stigninger indtil der var kørt 129 km, og de sidste 15 km gik nedad. Et firemandsudbrud bestående af Jussi Veikkanen, Stef Clement, Cyril Dessel og Stéphane Augé fik højest 5 minutter fra feltet, men blev hentet af feltet igen da der var 10 km tilbage. Efter de var hentet prøvede Mikhail Ignatjev at komme af sted på den mindre nedkørsel, men forgæves da han blev hentet efter 5 km. På den sidste kilometer skete der et styrt i et skarpt sving så feltet blev splittet, hvor der kun var få sprintere med og Mark Cavendish blev en klar vinder med flere cykellængder. Jussi Veikkanen overtog den prikkede bjergtrøje fra Alberto Contador som den første finne i historien.
- Etape: 2
- Dato: 5. juli
- Længde: 187 km
- Danske resultater:

091. Nicki Sørensen + 0.00
113. Brian Vandborg + 0.00
159. Chris Anker Sørensen + 0.00
- Gennemsnitshastighed: 41,5 km/t

## Point- og bjergspurter

### 1. sprint (Nice)
Efter 27 km
| Vinder | Stéphane Augé | 6p |
| 2.     | Cyril Dessel  | 4p |
| 3.     | Stef Clement  | 2p |

### 2. sprint (Fayence)
Efter 91,5 km
| Vinder | Stef Clement  | 6p |
| 2.     | Stéphane Augé | 4p |
| 3.     | Cyril Dessel  | 2p |

### 3. sprint (Lorgues)
Efter 138 km
| Vinder | Stef Clement  | 6p |
| 2.     | Cyril Dessel  | 4p |
| 3.     | Stéphane Augé | 2p |

### 1. bjerg (La Turbie)
3. kategori stigning efter 8,5 km
| Plads | Navn            | Point |
| ----- | --------------- | ----- |
| 1.    | Tony Martin     | 4     |
| 2.    | Markus Fothen   | 3     |
| 3.    | Laurent Lefèvre | 2     |
| 4.    | Leonardo Duque  | 1     |

### 2. bjerg (Côte de Roquerfot-les-Pins)
4. kategori stigning efter 49,5 km
| Plads | Navn            | Point |
| ----- | --------------- | ----- |
| 1.    | Jussi Veikkanen | 3     |
| 2.    | Cyril Dessel    | 2     |
| 3.    | Stéphane Augé   | 1     |

### 3. bjerg (Côte de Tournon)
4. kategori stigning efter 81,5 km
| Plads | Navn            | Point |
| ----- | --------------- | ----- |
| 1.    | Jussi Veikkanen | 3     |
| 2.    | Stéphane Augé   | 2     |
| 3.    | Cyril Dessel    | 1     |

### 4. bjerg (Col de l'Ange)
4. kategori stigning efter 129 km
| Plads | Navn            | Point |
| ----- | --------------- | ----- |
| 1.    | Jussi Veikkanen | 3     |
| 2.    | Cyril Dessel    | 2     |
| 3.    | Stef Clement    | 1     |

## Resultatliste
|    | Navn              | Land           | Hold                  | Tid     |
| -- | ----------------- | -------------- | --------------------- | ------- |
| 1  | Mark Cavendish    | Storbritannien | Team Columbia-HTC     | 4:30.02 |
| 2  | Tyler Farrar      | USA            | Garmin-Slipstream     | + 0.00  |
| 3  | Romain Feillu     | Frankrig       | Agritubel             | + 0.00  |
| 4  | Thor Hushovd      | Norge          | Cervélo TestTeam      | + 0.00  |
| 5  | Yukiya Arashiro   | Japan          | Bbox Bouygues Télécom | + 0.00  |
| 6  | Gerald Ciolek     | Tyskland       | Team Milram           | + 0.00  |
| 7  | William Bonnet    | Frankrig       | Bbox Bouygues Télécom | + 0.00  |
| 8  | Nicolas Roche     | Irland         | Ag2r-La Mondiale      | + 0.00  |
| 9  | Koen de Kort      | Holland        | Skil-Shimano          | + 0.00  |
| 10 | Lloyd Mondory     | Frankrig       | Ag2r-La Mondiale      | + 0.00  |
| 11 | Nikolaj Trusov    | Rusland        | Team Katusha          | + 0.00  |
| 12 | Angelo Furlan     | Italien        | Lampre-N.G.C.         | + 0.00  |
| 13 | Saïd Haddou       | Frankrig       | Bbox Bouygues Télécom | + 0.00  |
| 14 | Mark Renshaw      | Australien     | Team Columbia-HTC     | + 0.00  |
| 15 | Heinrich Haussler | Tyskland       | Cervélo TestTeam      | + 0.00  |